# Hyaloscypha herbarum
Hyaloscypha herbarum är en svampart som beskrevs av Velen. 1934. Hyaloscypha herbarum ingår i släktet Hyaloscypha och familjen Hyaloscyphaceae.  Artens status i Sverige är: Ej påträffad. Inga underarter finns listade i Catalogue of Life.